# 蒂利什卡鄉
45°47′57″N 23°50′40″E / 45.79917°N 23.84444°E
蒂利什卡鄉（羅馬尼亞語：Comuna Tilișca, Sibiu），是羅馬尼亞的鄉份，位於該國中部，由錫比烏縣負責管轄，面積53平方公里，海拔高度766米，2007年人口1,584，人口密度每平方公里30人。